# Zöckeritz

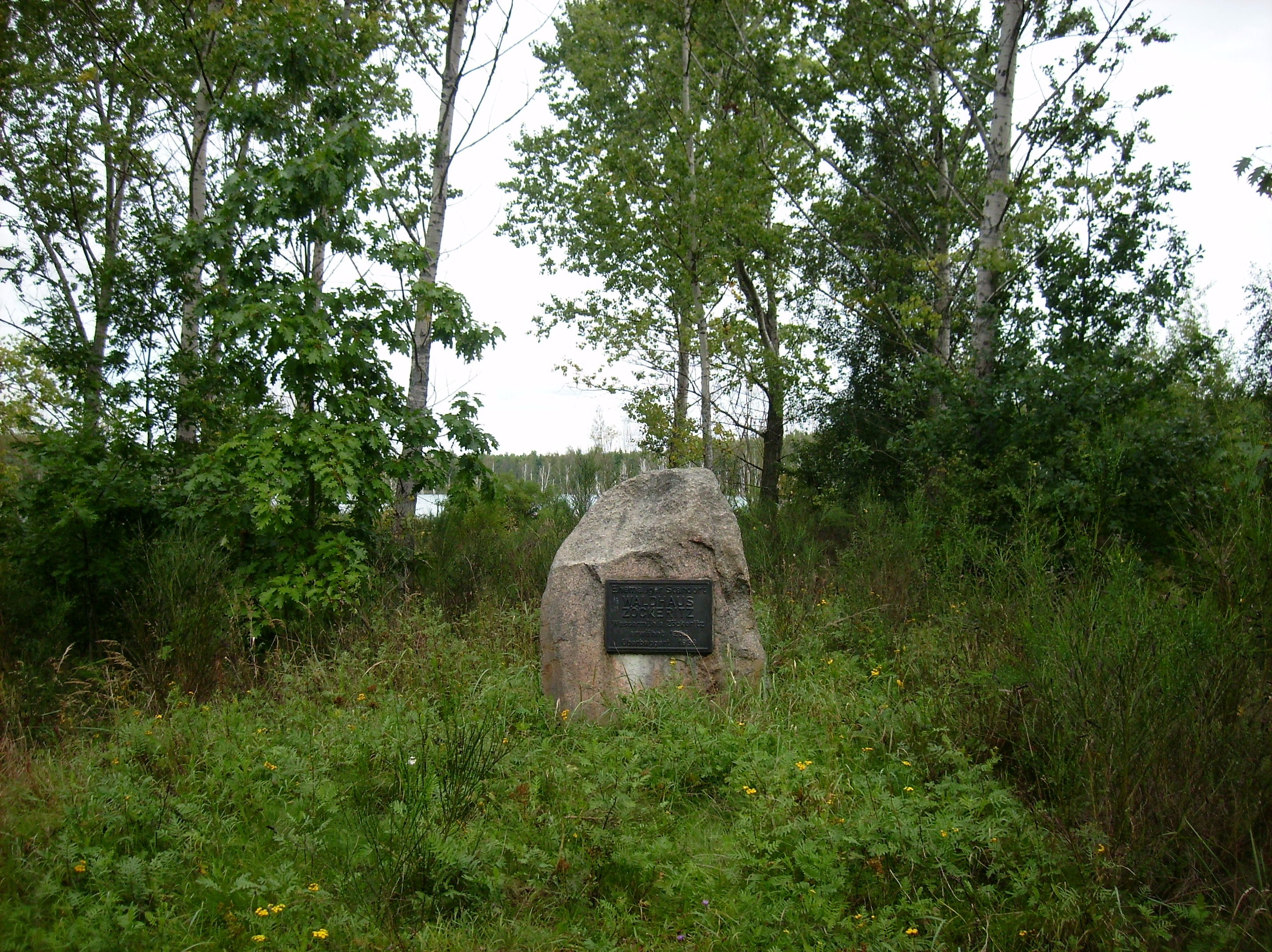
Gedenkstein am ehemaligen Standort des Waldhauses Zöckeritz

Zöckeritz ist die Wüstung eines Dorfes, das sich südöstlich von Bitterfeld in Sachsen-Anhalt befand und 1956 dem Abbau von Braunkohle durch den Tagebau Goitzsche zum Opfer fiel. Heute erinnert nur noch der Name Zöckeritzer See an das einstige Dorf.

## Geschichte
Zöckeritz wurde 995 erstmals als Ezerisco urkundlich erwähnt. Ursprünglich war es ein Lehen des Grafen Asic, das damals von König Otto III. dem Bistum Meißen geschenkt wurde. Der Ort gehörte bis 1815 zum kursächsischen Amt Bitterfeld. Durch die Beschlüsse des Wiener Kongresses kam er zu Preußen und wurde 1816 dem Kreis Bitterfeld im Regierungsbezirk Merseburg der Provinz Sachsen zugeteilt, zu dem er bis 1944 gehörte.